# 旧宫 (佛罗伦萨)
舊宮（Palazzo Vecchio）是意大利佛罗伦萨的市政厅。厚重的罗马式建筑，开垛口的堡垒，使其成为托斯卡纳最宏伟的市政厅。它俯瞰着领主广场，前面是米开朗琪罗大卫像的复制品，以及众多的雕塑杰作。此处也是意大利最重要的公共空间之一。
舊宮最初称为领主宫（Palazzo della Signoria），得名于佛罗伦萨共和国的统治者。在历史上还曾称为Palazzo del Popolo、Palazzo dei Priori和Palazzo Ducale。美第奇将公爵府迁往阿诺河对岸的碧提宫后，此处就称为“旧宫”。

## 五百人大厅

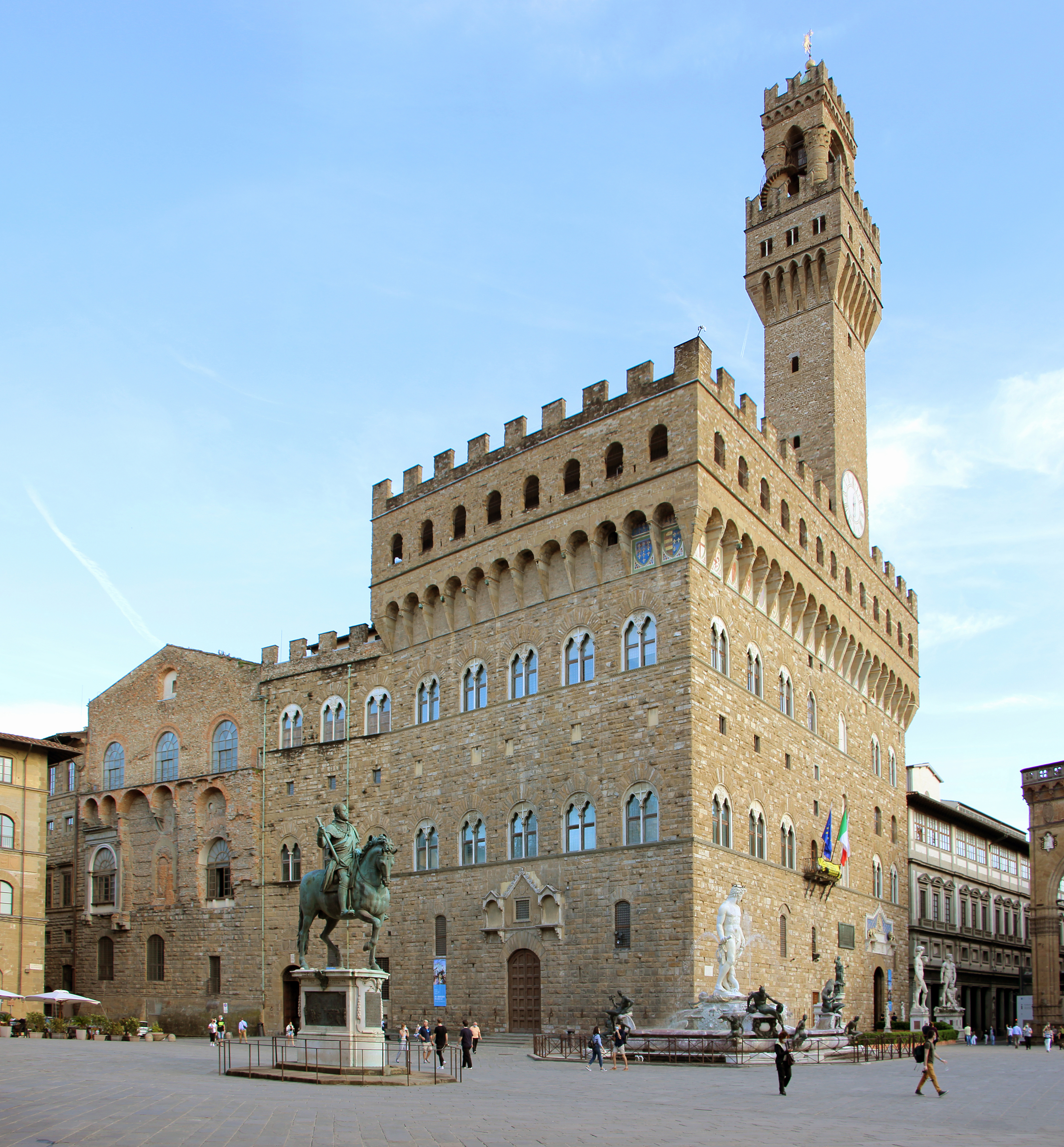
旧宫

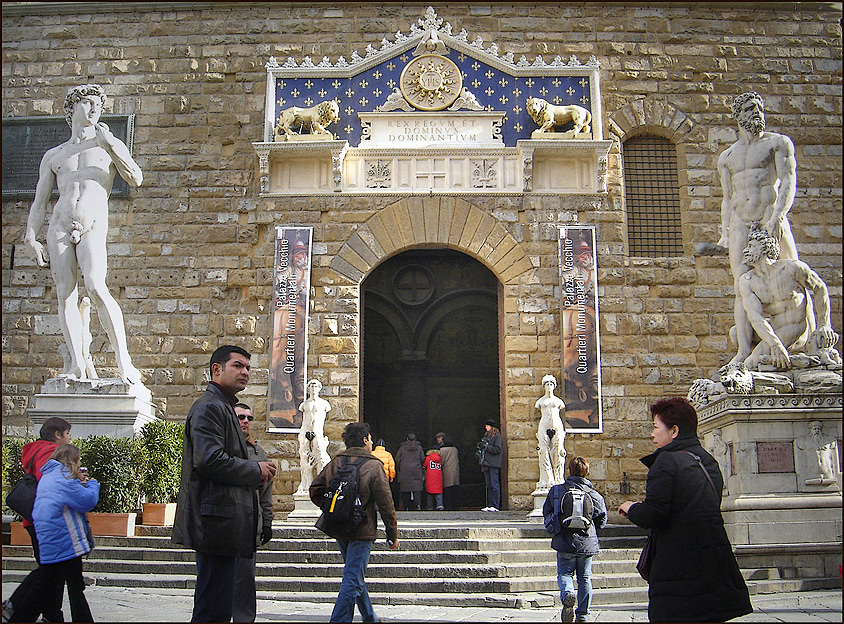
正门

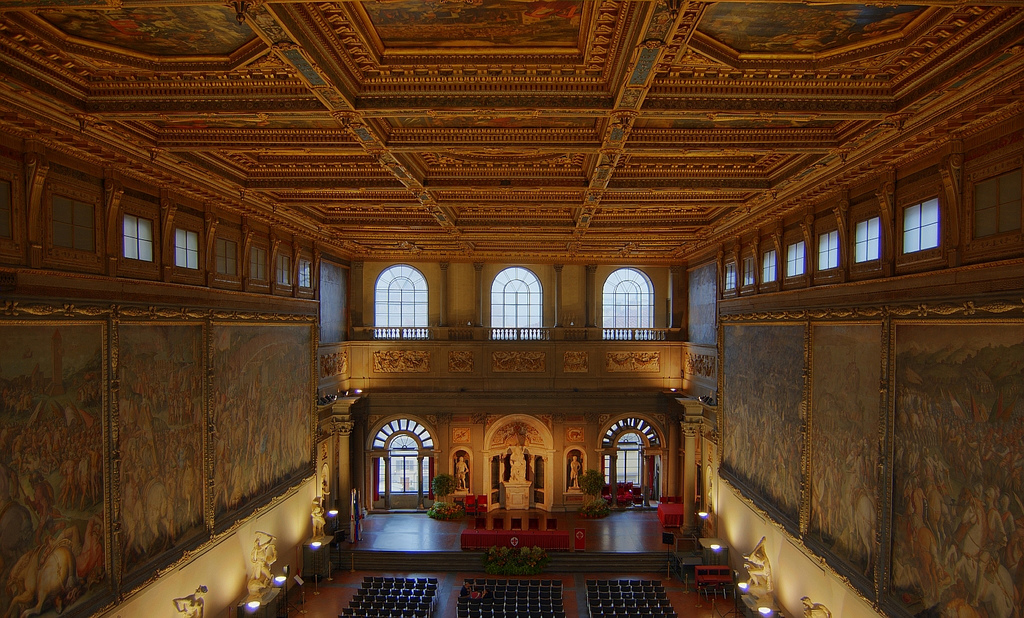
五百人大厅

五百人大厅是旧宫最富丽堂皇的房间，长52米，宽23米，由萨佛纳罗拉委托Simone del Pollaiolo兴建于1494年，萨佛纳罗拉在放逐美第奇家族之后，取代他们成为共和国的精神领袖，希望以此作为五百人大会（Consiglio Maggiore）的所在地。后来大厅由乔尔乔·瓦萨里扩大，使大公科西莫一世举行在此上朝。一些著名的未完成作品在此转变过程中损失，包括米开朗基罗的草图《卡辛那之战》和达芬奇的《安吉亞里戰役》。达芬奇是在1503年受委托在一面长的墙壁上画庆祝佛罗伦萨胜利的战斗场景。他总是尝试新的方法和材料，决定将蜡混合到颜料里。达芬奇完成了部分壁画，但是它的干燥速度不够快，所以他带来了燃烧热煤的火盆，试图加快干燥的进程。其他人惊恐地发现，壁画中的蜡因高温溶化，颜料从墙壁流到了地板上。米开朗基罗甚至从不预备制作壁画的图样，他是画在对面墙上-教宗儒略二世叫他到罗马画西斯廷教堂，于是大师的草图被向他学习的热切的年轻艺术家摧毁，撕成碎片。这个大厅现存的装饰在1555年和1572年之间由乔尔乔·瓦萨里及其助手绘制，他们标志着风格主义的高潮，使这个大厅成为整座宫殿的典范。
在墙壁上是表现佛罗伦萨战胜对手比萨和锡耶纳的大型壁画：
- 夺取锡耶纳
- 佔領埃爾科萊港
- 科西莫一世在基亚纳山谷的马西亚诺的胜利
- 在圣温琴佐塔击败比萨人
- 奥地利的马克西米安企图征服里窝那
- 佛罗伦萨军队攻击比萨